# Eulymnia pulcherrima
Eulymnia pulcherrima är en fjärilsart som beskrevs av George Francis Hampson 1902. Eulymnia pulcherrima ingår i släktet Eulymnia och familjen nattflyn. Inga underarter finns listade i Catalogue of Life.